# Lutz Ackermann
Lutz Ackermann (Sindelfingen, 27 de abril de 1941) es un escultor alemán, la mayor parte de sus obras pertenecen al Arte abstracto.

## Datos biográficos
Se graduó en los años 1955 a 1958 se formó como hojalatero - fontanero y chapista de Daimler-Benz. Estudió dibujo desde 1958 hasta 1960 con S. Werner en Stuttgart. Hasta 1964 trabajó como artista gráfico y diseñador industrial y desde entonces exclusivamente como escultor.
Ackermann compró en 1972 una casa de guardavía en Gäufelden-Nebringen, al sur de Alemania. Desde 1973, produjo obras en acero, madera y piedra. Presentó exposiciones individuales y colectivas de artistas desde 1979. Lutz Ackermann inició en 1986 la ampliación de su estudio, antigua casa del ferrocarril, convirtiendo el proyecto en una obra de arte llamada (KKW).
Ha ganado premios de las ciudades Budduso (Cerdeña), Gyor (Hungría) y fue uno de los artistas participantes del Simposio con César Manrique en Lanzarote, Gran Canaria.
En el año 2002 recibió el Premio de Cultura del "Foro de la Región de Stuttgart" (en ´alemán:Forum Region Stuttgart). Éste fue el germen de la Fundación Lutz-Ackerman, que ampara la Kunst-Kraft-Werk (en español de forma aproximda la "planta de energía de arte." 

## Obras
Entre las esculturas de Lutz Ackermann  se incluyen las siguientes:

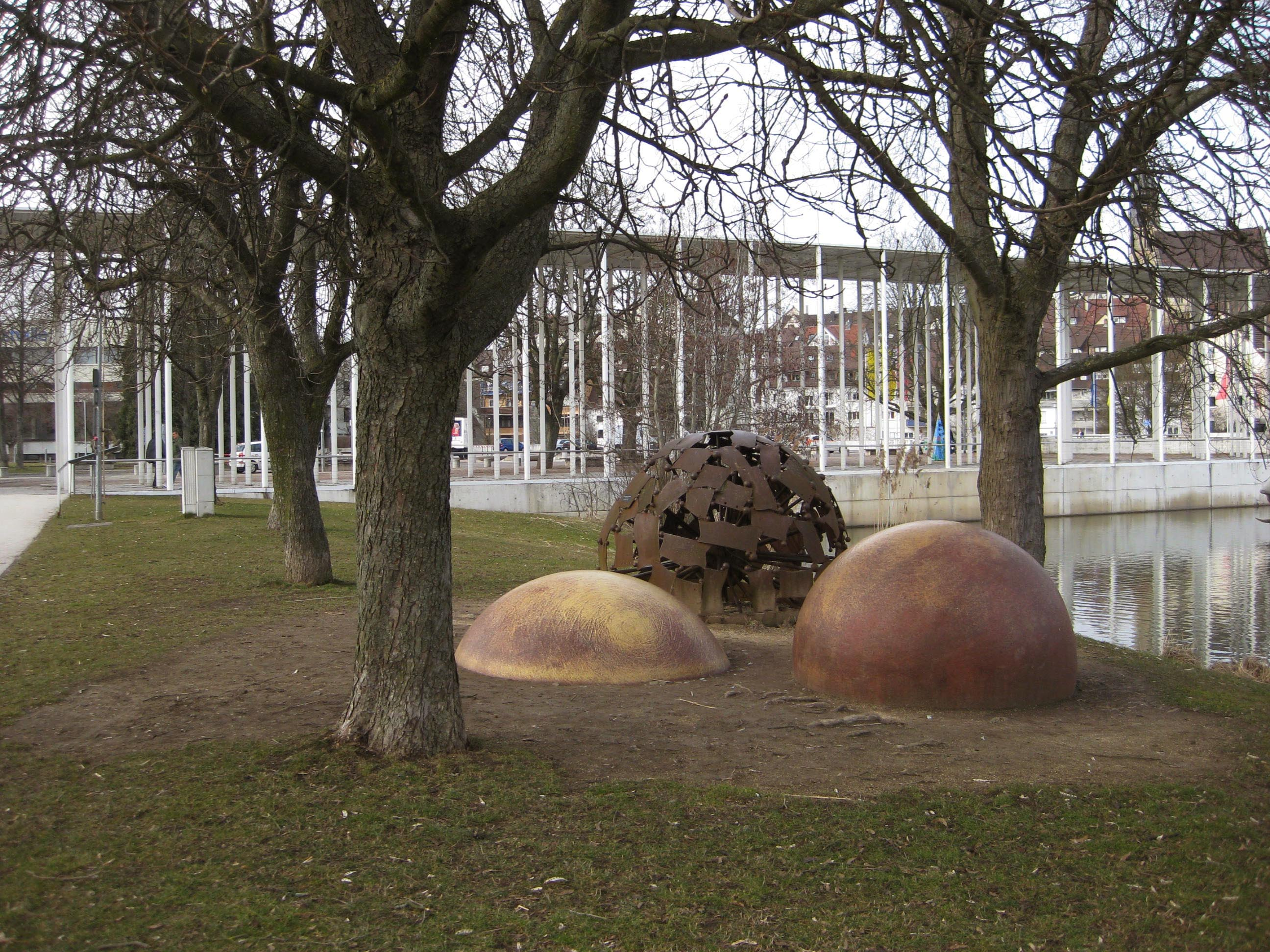
Sin título, 1996. Böblingen
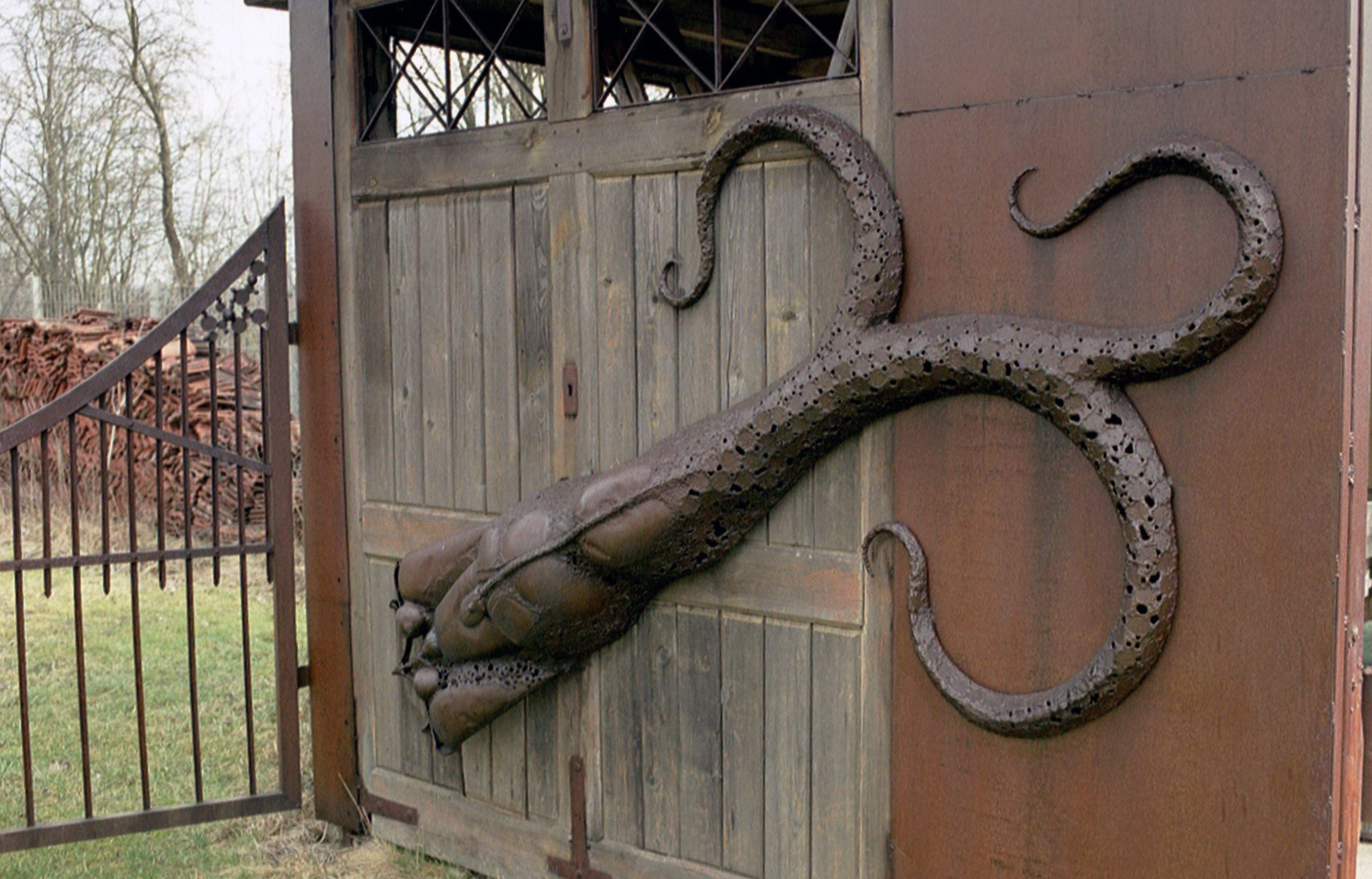
Sin título, 1992. Gaeufelden
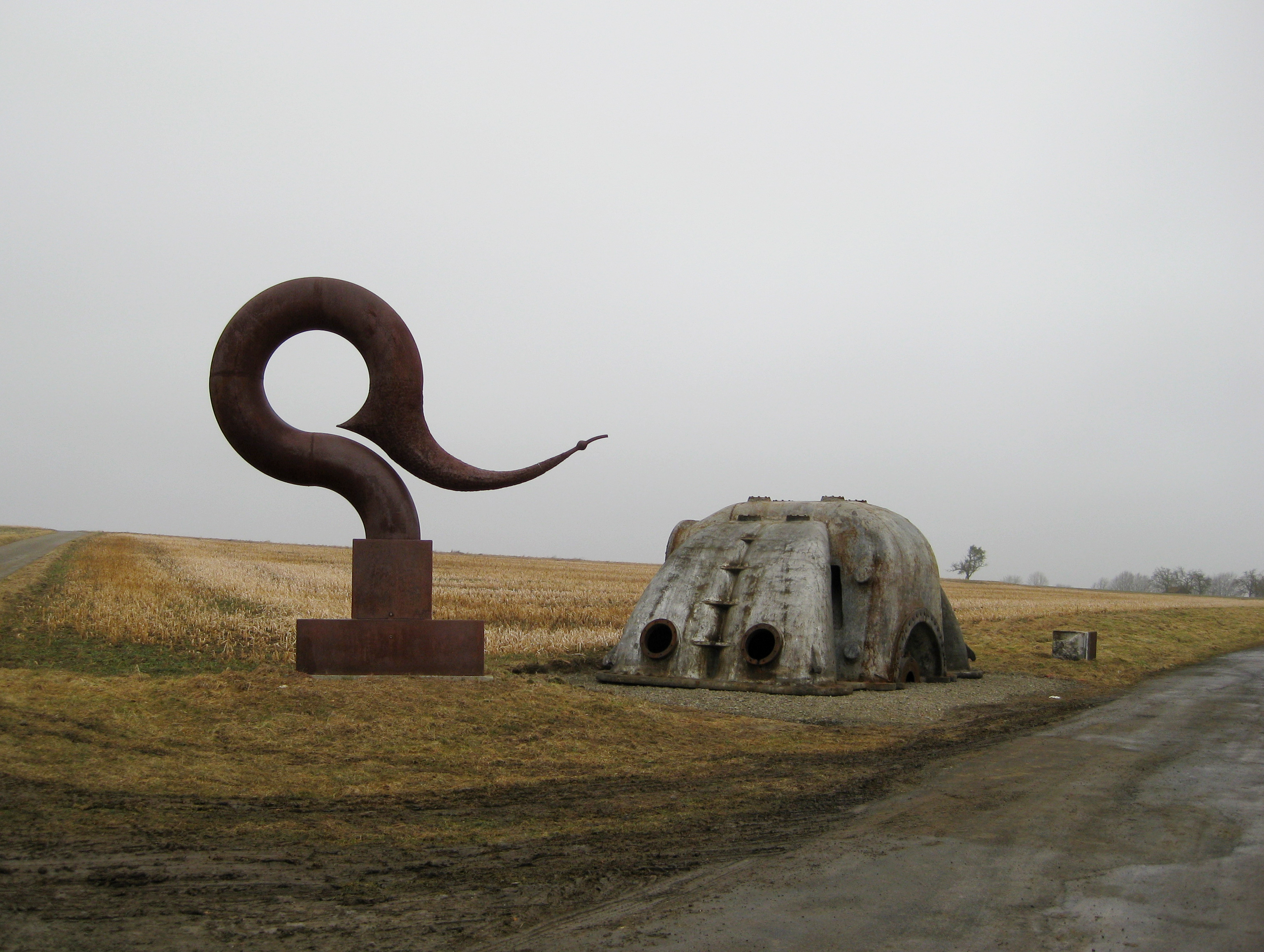
"Wegzeichen", 1997 y "Combustion Turbine", 2009 -Gaeufelden
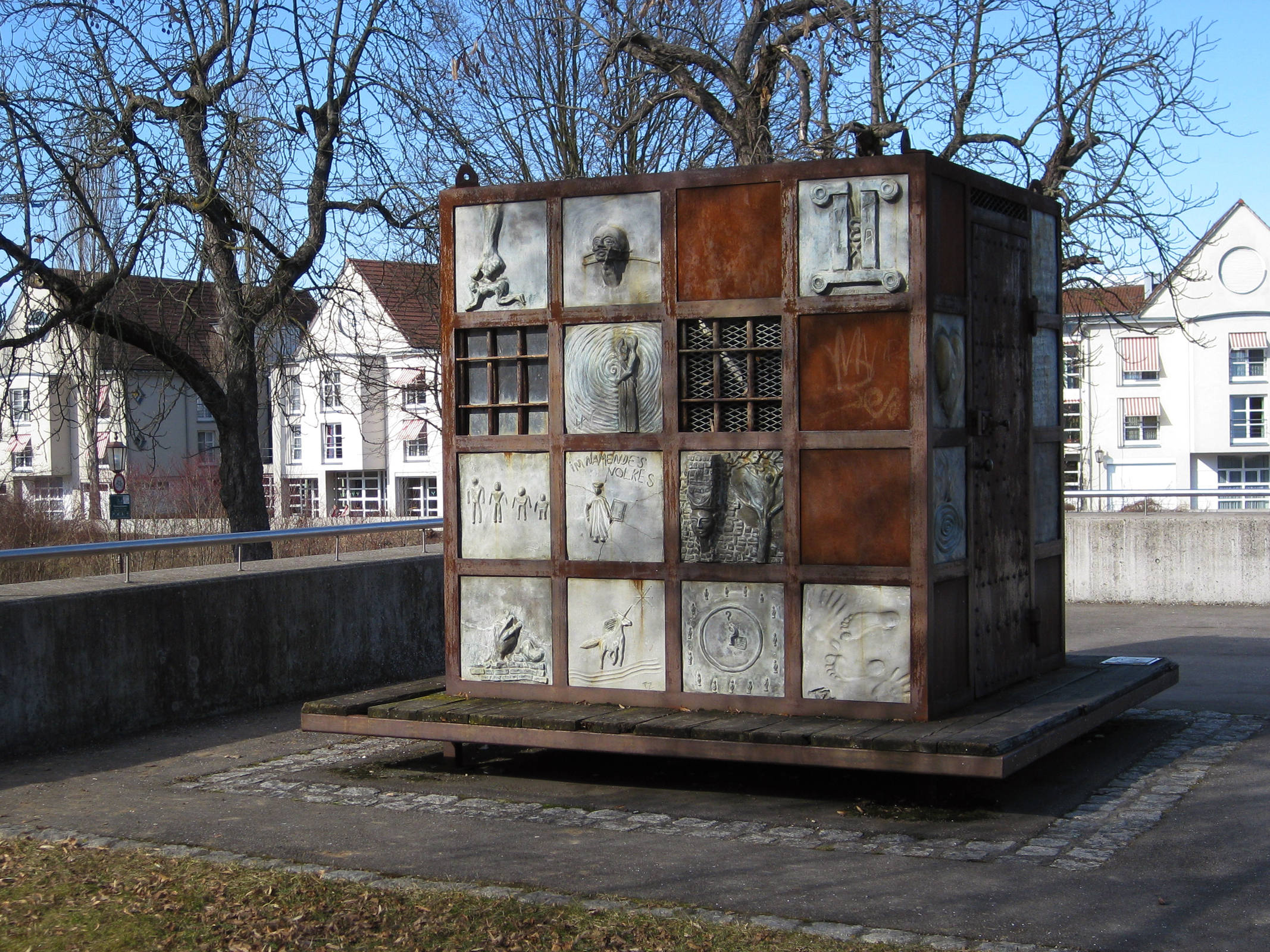
"Zelle", 2000. Rottenburg- (obra colectiva)
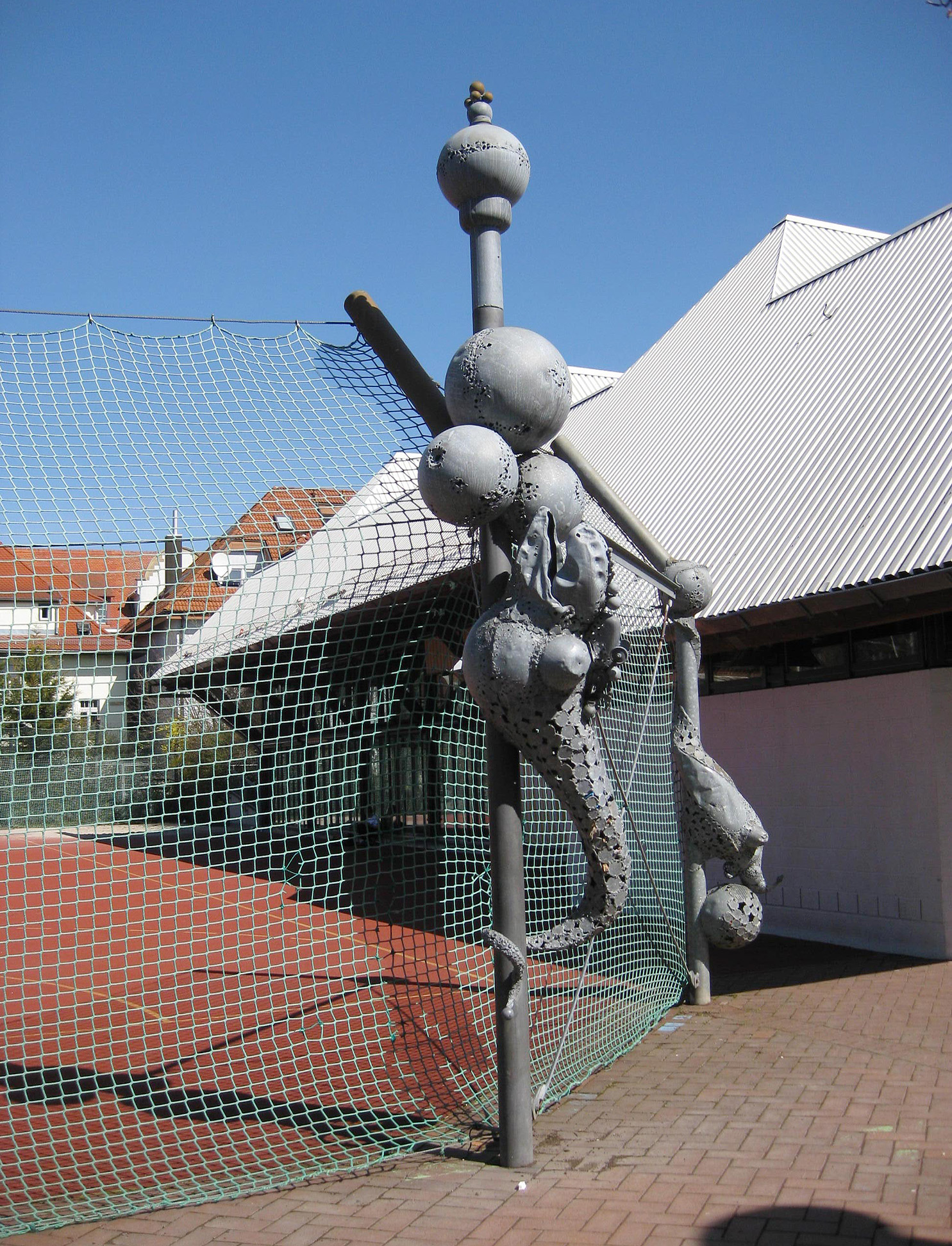
Neun Stahlobjekte, 1984, (Detalle ), Grundschule Gartenstraße, Sindelfingen
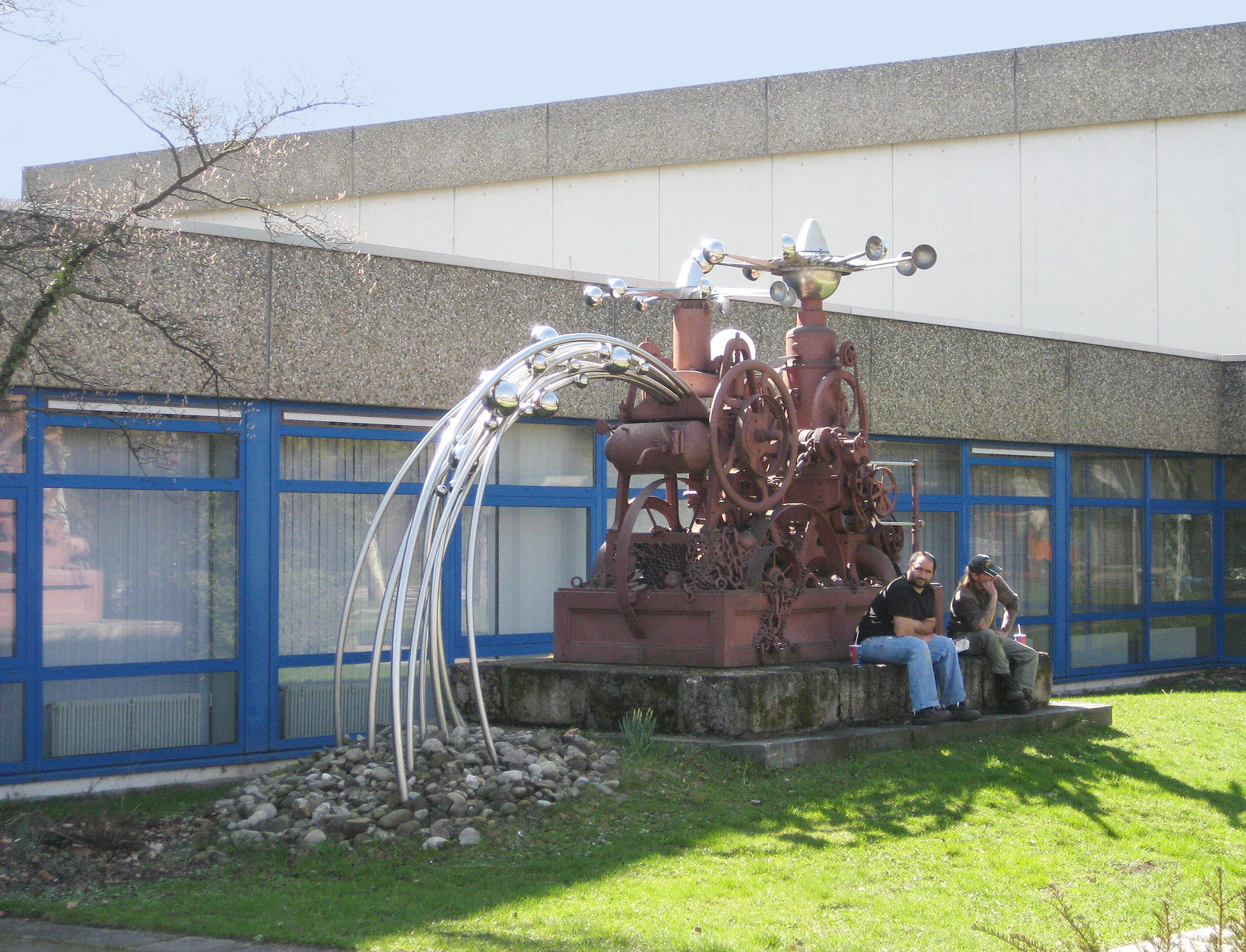
Maschinenplastik, 1982, Gottlieb-Daimler-Schule, Sindelfingen
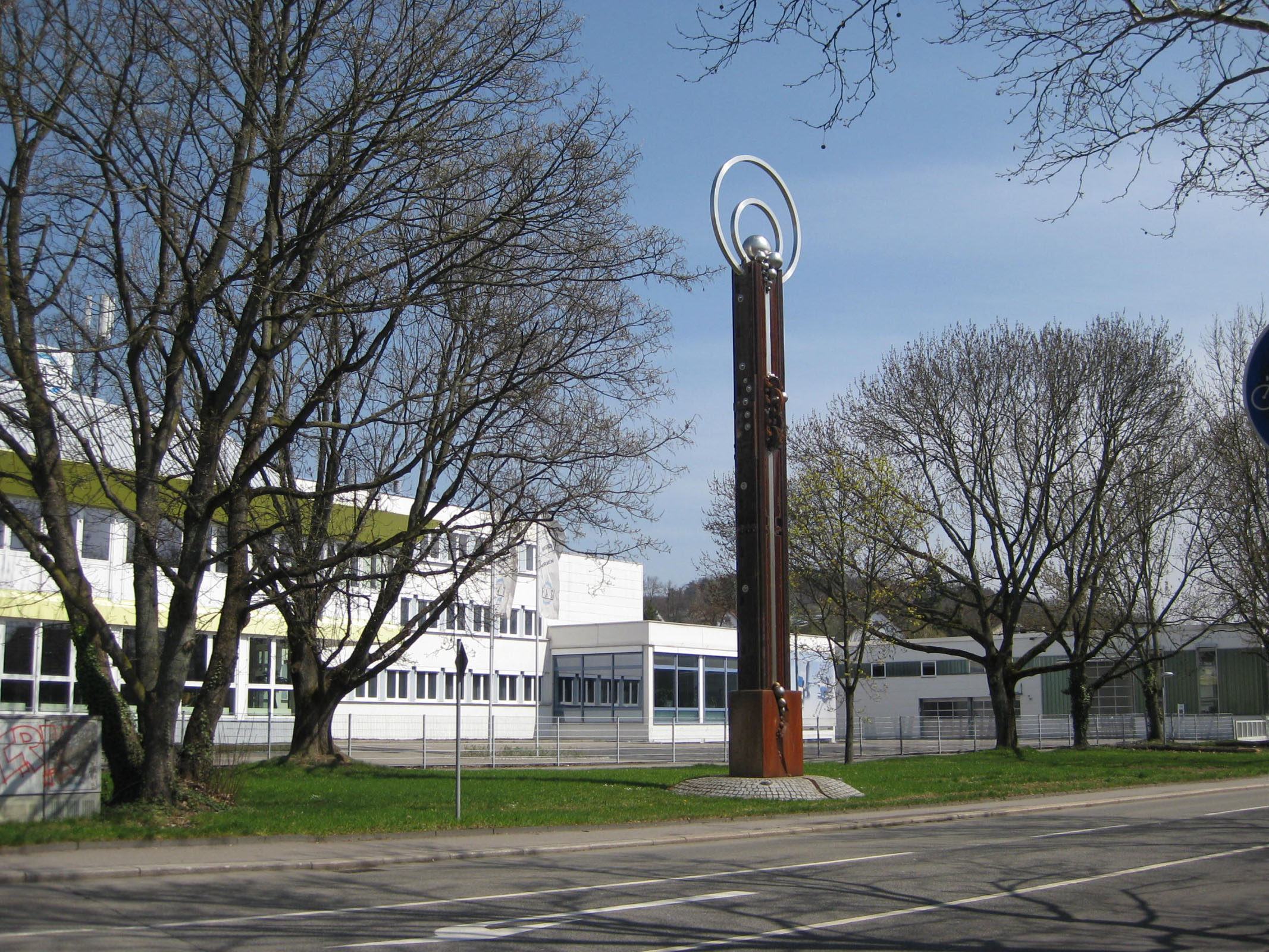
Stahl-Objekt, 2005, Mahdentalstasse, Sindelfingen
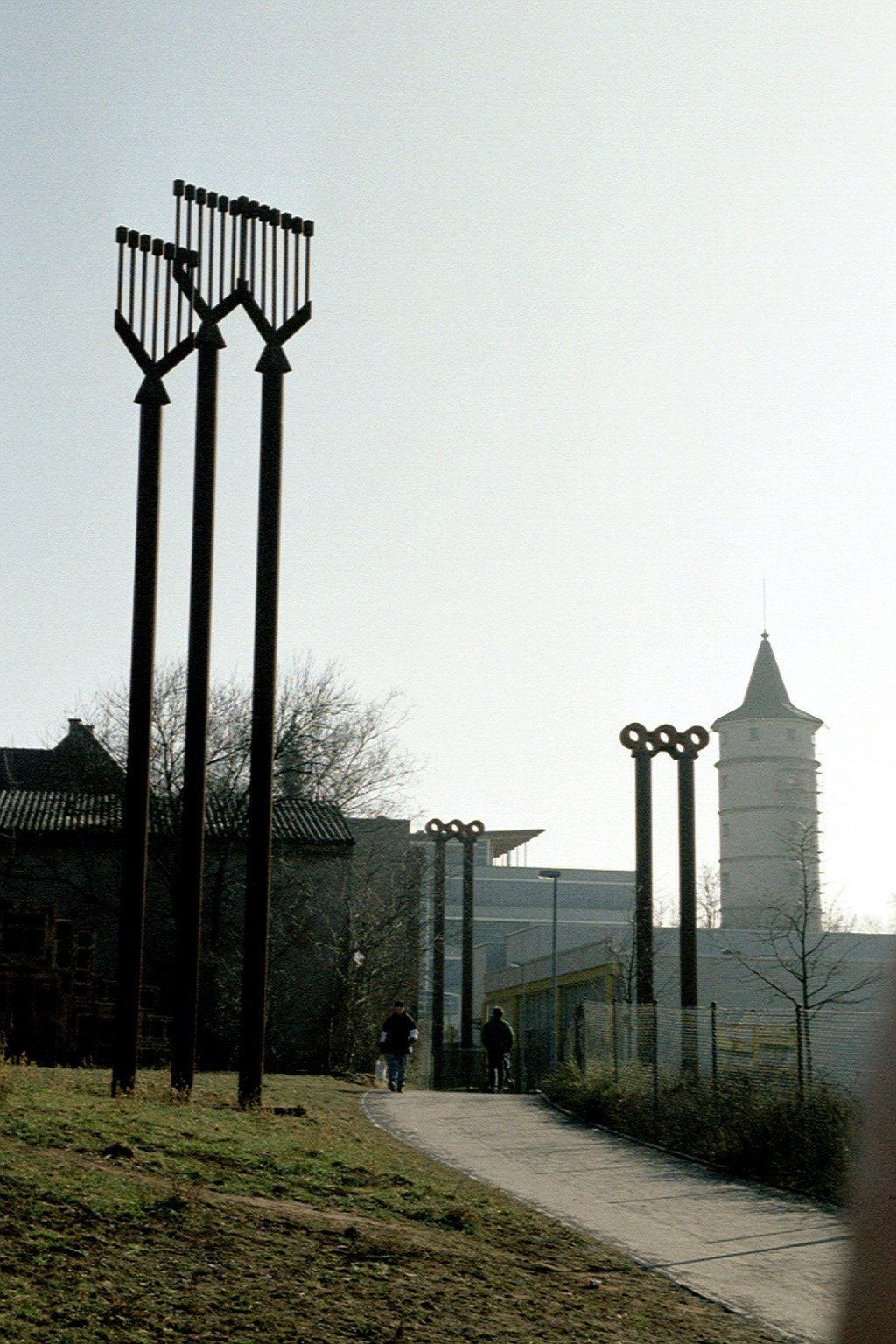
"Wegzeichen", 1997. Waiblingen
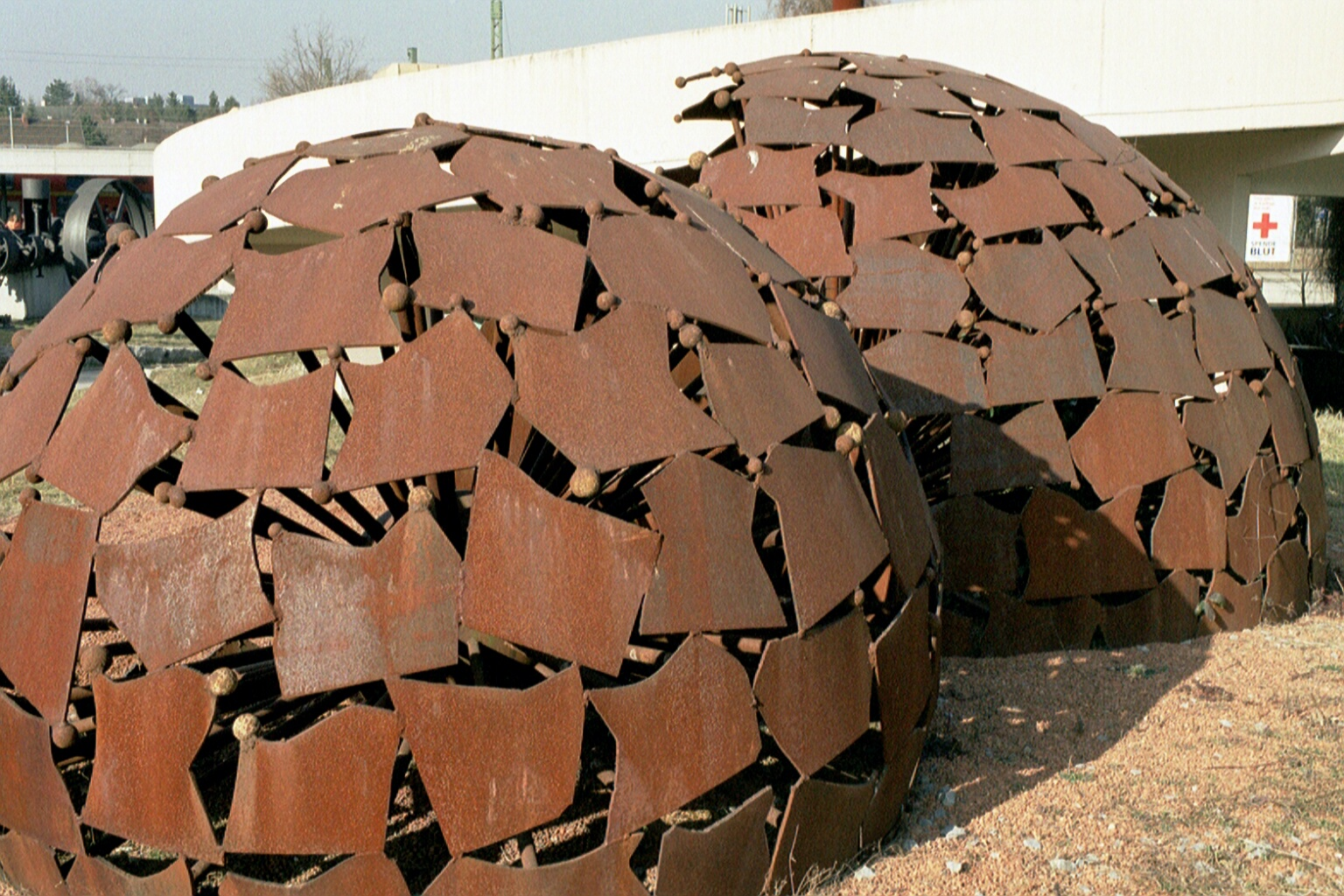
"Wegzeichen", 1997. Waiblingen
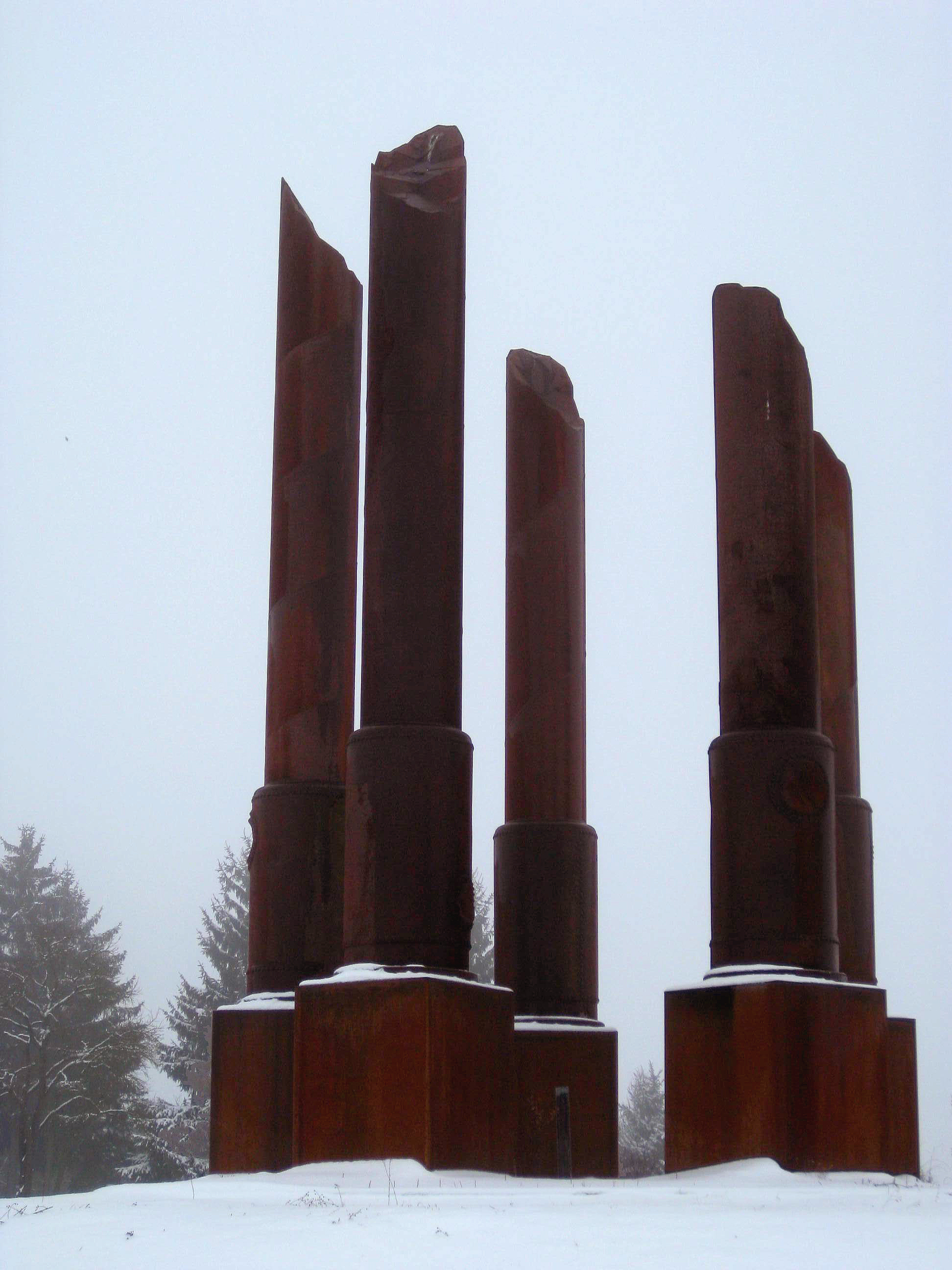
"Wegzeichen" (también llamado "Ackermann Roundabout"), 2000, afueras de Herrenberg
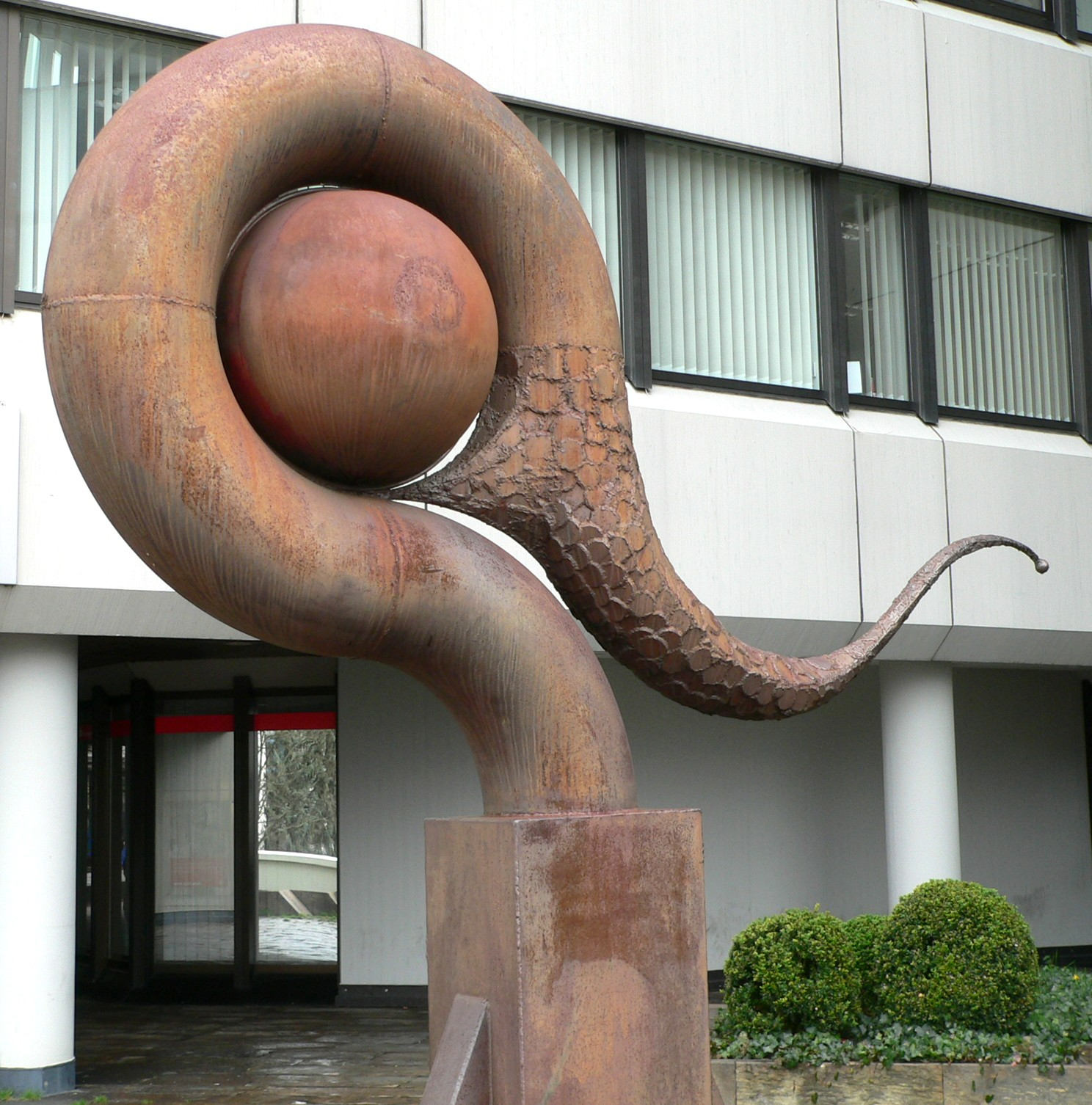
Objekt II, 1987, Böblingen
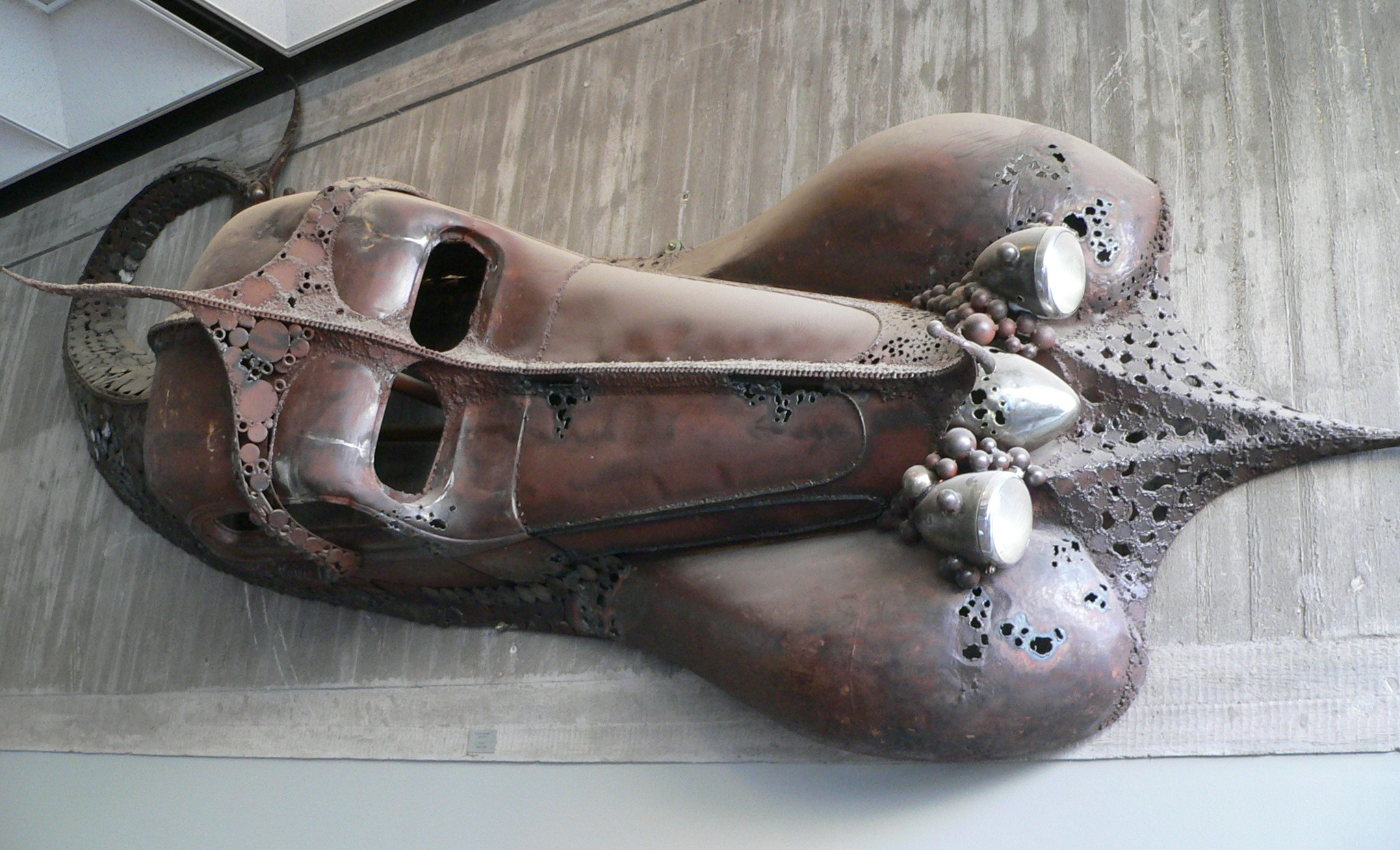
Objekt I, 1985. Sindelfingen, en la recepción de una biblioteca pública
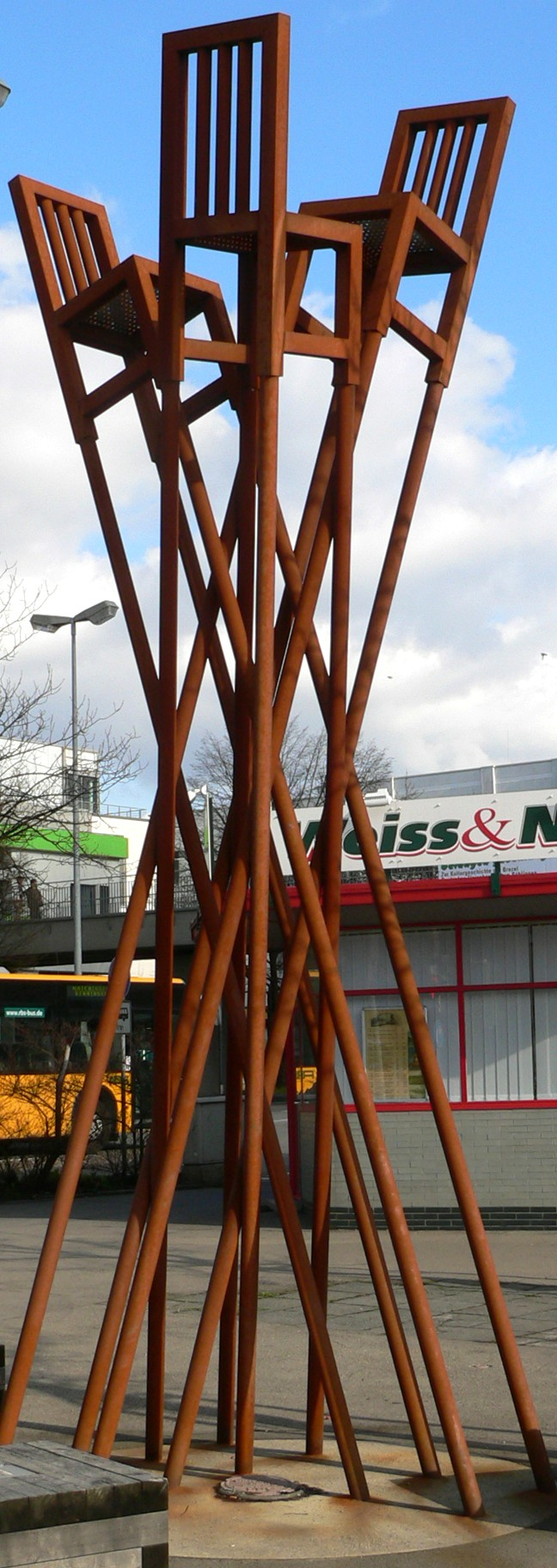
Uno de los 12 objetos del "SitzArt 2003", Böblingen,
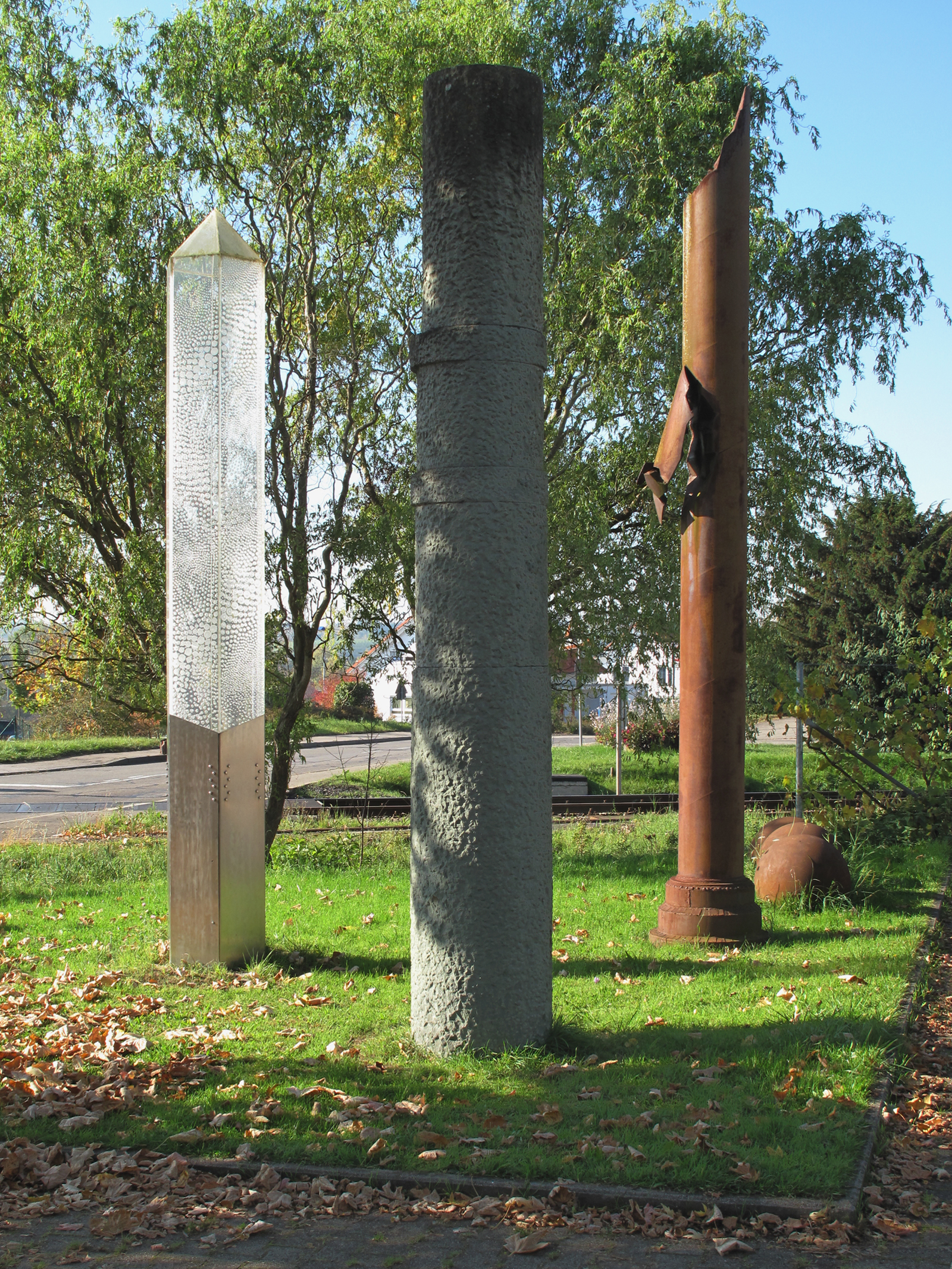
Obras de diferentes escultores participantes en el Bildhauersymposion 1989,en Herrenberg-Gültstein, obras instaladas frente al Hotel Römerhof
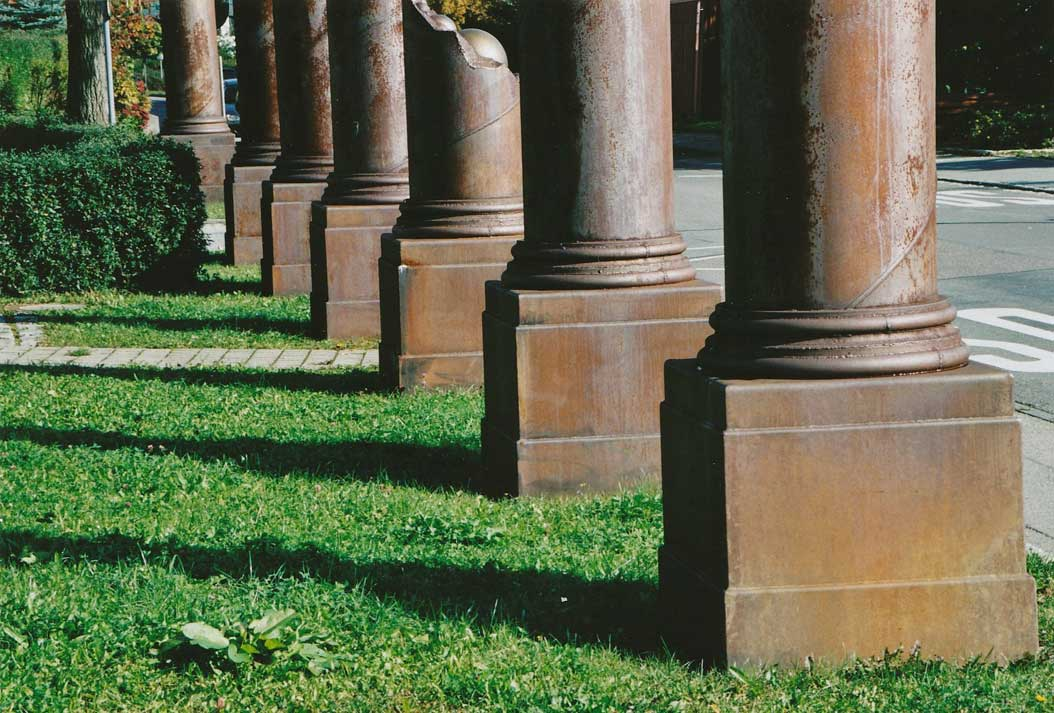
, "Eight Columns", 1994. Holzgerlingen
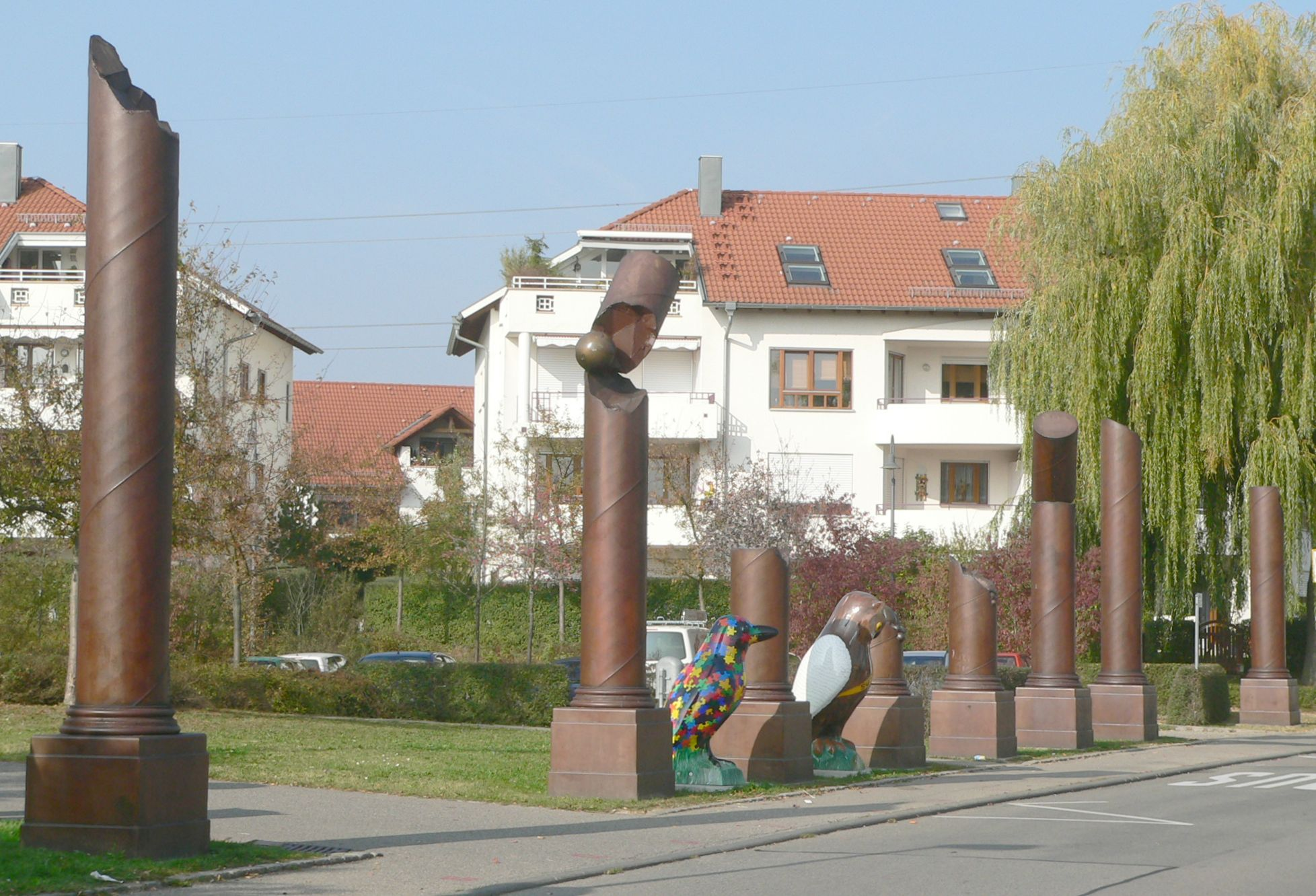
Ocho columnas, Holzgerlingen

(pinchar sobre la imagen para agrandar) 